# Hegias (malarz)
Hegias (poł. V wieku p.n.e.) – attycki malarz waz czerwonofigurowych stylu swobodnego.